# Stojčinovac
Stojčinovac is een plaats in de gemeente Čaglin in de Kroatische provincie Požega-Slavonië. De plaats telt 7 inwoners (2001).